# Marc-Kanyan Case
Marc-Kanyan Case (Lifou, Új-Kaledónia, 1942. szeptember 14. – 2023. január 6.) olimpiai válogatott francia labdarúgó, csatár, olimpikon.

## Pályafutása

### Klubcsapatban
1958 és 1963 között az új-kaledónai Olympique Nouméa labdarúgója volt. 1963 és 1969 között a Gazélec Ajaccio, 1969 és 1973 között a Bastia, 1973 és 1975 között a Nîmes Olympique, 1975 és 1987 között ismét a Gazélec Ajaccio csapatában szerepelt. A Bastiával 1972-ben franciakupa-döntős volt.

### A válogatottban
A francia válogatott tagjaként részt vett az 1968-as mexikóvárosi olimpián, ahol negyeddöntőig jutott a csapattal és két gólt szerzett a tornán.

## Sikerei, díjai
Bastia
- Francia kupa (Coupe de France)
  - döntős: 1972